# استیون، ساسکاچوان
استیون، ساسکاچوان (به انگلیسی: Estevan) یک شهر در کانادا است که در ساسکاچوان واقع شده‌است. استیون ۱۸٫۸۵ کیلومتر مربع مساحت و ۱۱٬۰۵۴ نفر جمعیت دارد.